# Палаш (подокруг)
Палаш (бенг. পলাশ, англ. Palash) — подокруг в центральной части Бангладеш в составе округа Нарсингди. Образован в 1977 году. Административный центр — город Палаш. Площадь подокруга — 94,43 км². По данным переписи 1991 года численность населения подокруга составляла 174 040 человек. Плотность населения равнялась 1843 чел. на 1 км². Уровень грамотности населения составлял 44,9 %. Религиозный состав: мусульмане — 87 %, индуисты — 12,55 %, христиане — 0,08 %, прочие — 0,37 %.